# Мирко Петровић Његош (принц)
Мирко Петровић Његош (Цетиње, 17. април 1879 — Беч, 2. март 1918) био је принц из црногорске династије Петровића Његоша и велики војвода од Грахова и Зете, други син краља Николе I.

## Биографија
Био је девето по реду дијете и други по реду син књаза и краља Николе I и његове супруге Милене. Васпитавао га је перјаник Јаков Алексић, син Мирка Алексића. Васпитавао га је и тако да би га изненада страшио, па би се Мирко, као дијете расплакао. Иако је књаз Никола рекао да не страши дијете, он је сматрао да је тако најбоље, да се научи да се од ничега не страши. Током Првог свјетског рата, за вријеме аустроугарске окупације Црне Горе у раздобљу од 1916. до 1918. године, остао је у земљи настојећи да путем сарадње са окупационим властима олакша положај народа и обезбиједи опстанак Црне Горе у случају побједе централних сила. Сахрањен је у Бечу, а касније је и његов брат Данило 1939. године сахрањен поред њега.
По неким изворима је краљ Александар Обреновић, у случају да не остави мушког наследника, хтео да га прогласи за престолонаследника Србије, међутим Мајским превратом је на трон Србије дошао Петар I Карађорђевић. Једини је син краља Николе који је имао децу.

## Породично стабло
|  |                            |  |  |  |  |  |  |  |  |  |  |  |  |  |  |  |
|  | 2. Никола I Петровић Његош |  |  |  |  |  |  |  |  |  |  |  |  |  |  |  |
|  |                            |  |  |  |  |  |  |  |  |  |  |  |  |  |  |  |
|  |                            |  |  |  |  |  |  |  |  |  |  |  |  |  |  |  |
|  | 1. Мирко Петровић Његош    |  |  |  |  |  |  |  |  |  |  |  |  |  |  |  |
|  |                            |  |  |  |  |  |  |  |  |  |  |  |  |  |  |  |
|  |                            |  |  |  |  |  |  |  |  |  |  |  |  |  |  |  |
|  | 3. Милена Петровић Његош   |  |  |  |  |  |  |  |  |  |  |  |  |  |  |  |
|  |                            |  |  |  |  |  |  |  |  |  |  |  |  |  |  |  |
|  |                            |  |  |  |  |  |  |  |  |  |  |  |  |  |  |  |

## Породица

### Супружник
| име                     | слика | датум рођења      | датум смрти      |
| ----------------------- | ----- | ----------------- | ---------------- |
| Наталија Константиновић |       | 10. октобар 1882. | 21. август 1950. |

- брак разведен 1917. године

### Деца
| име                             | слика | датум рођења        | датум смрти     | супружник                       |
| ------------------------------- | ----- | ------------------- | --------------- | ------------------------------- |
| Принц Стефан                    |       | 27. август 1903.    | 15. март 1908.  | умро у детињству од туберкулозе |
| Принц Станислав                 |       | 30. јануар 1905.    | 4. јануар 1908. | умро у детињству од туберкулозе |
| Принц престолонаследник Михаило |       | 14. септембар 1908. | 24. март 1986.  | Женевјев Прижан, брак разведен  |
| Принц Павле                     |       | 16. мај 1910.       | јун 1933.       | није се женио; умро у младости  |
| Принц Емануил                   |       | 10. јун 1912.       | 26. март 1928.  | није се женио; умро у младости  |

## Галерија
- Гроб принца Мирка (лево) и његовог брата принца Данила
- Натпис на надгробном споменику